# Carminio
Il carminio (dall'arabo قرمز‎, qirmiz, "rosso cremisi, scarlatto") è una tonalità di rosso intenso e vivido che prende il nome da un colorante naturale, ricavato dal corpo disseccato di un insetto, noto come la cocciniglia del carminio (Dactylopius coccus).
Il saggio alla fiamma del litio dà colore carminio. Corrisponde al colore rosso per antonomasia (cioè franco di riflessi viola o gialli o bruni), senza altre specificazioni.